# Artisti attivi nella Certosa di Bologna
Nella Certosa di Bologna hanno operato i maggiori artisti di inizio Ottocento e i principali scultori bolognesi attivi tra Otto e Novecento.
Questa lista degli artisti attivi nella Certosa di Bologna include sia artisti che hanno esercitato ai tempi del monastero certosino e nella Chiesa di San Giacomo di Casara sia artisti che si sono dedicati all'arte funeraria una volta la Certosa trasformata in cimitero. Talvolta le loro opere sono state traslate in Certosa solo per un certo lasso di tempo, o ricollocate altrove o sono andate perdute. Talvolta alcune attribuzioni si sono rivelate errate. Data la scarsità di fonti, le ricerche degli storici dell'arte sono ancora in corso e questa lista è soggetta ad aggiornamenti. Per completezza di informazione, la lista include anche quegli artisti "minori", al limite delle maestranze, o artisti di cui si hanno ancora informazioni frammentarie.
Degli oltre 200 artisti presenti si ritrova traccia nelle guide pubblicate, sia in quelle storiche ottocentesche sia in quelle più recenti del Novecento e degli anni Duemila e Duemiladieci e nei siti web dedicati alla Certosa, in particolare Storia e Memoria di Bologna e Panopticon di Bologna, che indicano i seguenti artisti come attivi in Certosa:

## Architetti, ingegneri e progettisti
- Filippo Antolini
- Giulio Ulisse Arata

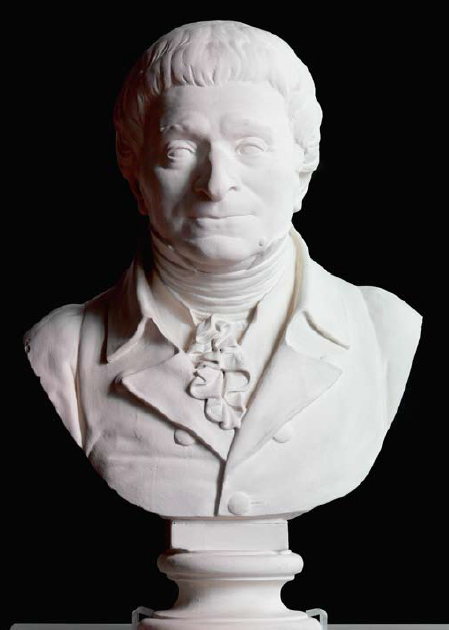
Giacomo De Maria, Ritratto di Angelo Venturoli, copia moderna da modello del XIX secolo. Medicina (Bo), Museo Civico.

- Enzo Argazzi, progettista, attivo in Certosa dal 1950 al 1962
- Tito Azzolini
- Luigi Bazzani
- Melchiorre Bega
- Emilio Boselli (1868 - 1948)[6]
- Piero Bottoni
- Gianfranco Brognara (1945), progettista, Bologna
- Filippo Buriani (1847-1898), ingegnere, Bologna
- Roberto Cacciari
- Arturo Carpi (1864-1935), progettista, Bologna
- Giacomo Enrico Casati
- P. Cimatti, progettista, attivo in Certosa negli anni cinquanta-sessanta del Novecento
- Antonio Cipolla
- Edoardo Collamarini
- Antonio Dall'Olio o Dallolio (1836-1925), ingegnere, Bologna
- Enrico De Angeli
- Giovanni Giacomo Dotti o Gian Giacomo (1724-1792), architetto, Bologna
- Raffaele Faccioli
- Italo Finzi, ingegnere
- Ferdinando Forlay
- Ercole Gasparini
- Italo Gasperi Campani
- Gian Luigi Giordani (Bologna 1909 – Rovereto 1979), o Gianluigi Giordani, architetto
- Paolo Graziani
- Giuseppe Jamorini (1732-1816), architetto
- Alberto Legnani (1894-1958), architetto
- Ettore Lambertini
- Vincenzo Leonardi (1773-1835), architetto
- Giovanni Magazzari (1796 ca.-?), architetto
- Andrea Marchesi detto Il Formigine
- Luigi Marchesini
- Michele Marinoni, progettista, attivo in Certosa nel 1941
- Tommaso Martelli (m. 1608), architetto
- Giuseppe Mengoni
- Daniele Molinari, progettista
- Coriolano Monti
- Attilio Muggia
- Giuseppe Nadi
- Giuseppe Nicolosi
- Pietro Ognibene (?-?), progettista e pittore ornatista
- M. Orlandi, ingegnere
- Leone Pancaldi
- Augusto Panighi
- Bruno Parolini (1889-1982), architetto
- Gualtiero Pontoni (1875-1941), architetto e scenografo
- Giuseppe Rivani
- Luigi Saccenti
- Enrico Schiavina (1923-2006), progettista, Bologna
- Gabriele Tagliaventi
- Pietro Tincolini, architetto fiorentino, attivo in Certosa verso il 1889
- Giuseppe Tubertini
- Giuseppe Vaccaro
- Eugenio Valzania (Cesena 1880 – Il Cairo 1930), architetto
- Vincenzo Vannini
- Angelo Venturoli
- Luigi Vignali (1914), architetto, Bologna
- Enzo Zacchiroli
- Antonio Zannoni
- Stefano Zironi (1948), architetto, Bologna
- Francesco Zucchini (notizie 1928), progettista

## Pittori e incisori

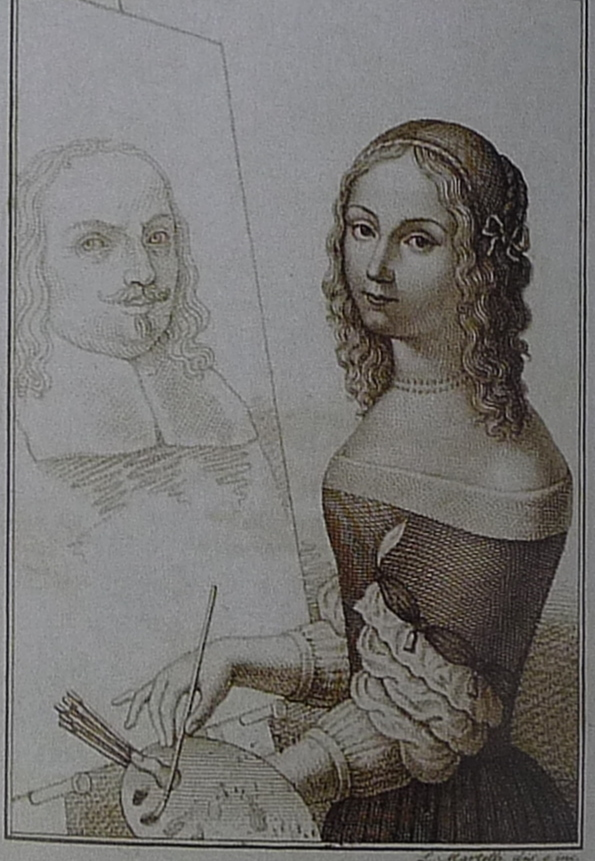
Elisabetta Sirani in atto di ritrarre il padre. Incisione ottocentesca di Luigi Martelli ricavata da un autoritratto esistente nell'allora Galleria Hercolani di Bologna.

In Certosa si ritrovano anche alcuni di quei pittori collocati nella scuola bolognese di pittura.
- Gioacchino Alba (?-?), figurista
- Clemente Alberi
- Napoleone Angiolini (1797-1871)
- Vincenzo Armani (1750-1825)
- Amico Aspertini
- Giovanni Francesco Barbieri detto il Guercino
- Serafino Barozzi
- Antonio Basoli
- Francesco Basoli, figurista
- Luigi Basoli[7]
- Luigi Bendini (1793 ca.-?)[7][8]
- Luigi Bertacchi, attivo tra fine XVIII e inizi del XIX secolo
- Flavio Bertelli
- Carlo Bianconi
- Giovanni Girolamo Bonesi (1653-1725), Bologna
- Gabriello Brunelli o Gabriele
- Luigi Busatti (1763-1821), Bologna[9]
- Jacopo Alessandro Calvi detto Sordino
- Domenico Maria Canuti
- Gaetano Canuti (1794 ca.-1873), incisore
- Gaetano Caponeri o Caponegri
- Agostino Carracci
- Lodovico Carracci
- Achille Casanova (1861-1948), direttore di Aemilia Ars, professore di disegno arch., Bologna
- Bartolomeo Cesi
- Lorenzo Costa
- Marco da Venezia
- Alessandro Dalla Nave (1732 ca.-1826)
- Giuseppe De Col (1863-1912), pittore e decoratore
- Mario de Maria detto Marius Pictor[10]
- Filippo de Pisis
- Simone dei Crocefissi
- Lippo di Dalmasio
- Raffaele Faccioli
- Giuseppe Fancelli
- Pietro Fancelli
- Rodolfo Fantuzzi (1781-1832), paesista, Bologna
- Domenico Ferri
- Gaetano Ferri (1797 ca.-1836 ca.)
- Francesco Franceschini incisore, (1760 ca.-1835 ca.)
- Roberto Franzoni (1882-1960), pittore e grafico, Bologna
- Giovanni Battista Frulli (m. 1837)
- Galasso Galassi
- Giovanni Maria Galli da Bibbiena
- Mauro Gandolfi
- Giovan Francesco Gessi
- Giuseppe Gibelli
- Luigi Gibelli
- Ercole Graziani
- Anna Mignani Grilli
- Giuseppe Guizzardi (1779-1861)[11]
- Lodovico Lambertini (1755 - 1826), Bologna
- Pietro di Giovanni Lianori, sec. XV
- Vincenzo Martinelli
- Gino Marzocchi
- Lucio Massari
- Remigio Mazzoni (1794 ca.-?)[12]
- Giuseppe Muzzarelli (1785 ca. - notizie 1816)[13], inizio sec. XIX, Bologna[7]
- Gaetano Orlandi (1786 ca.-?)[14]
- Pelagio Palagi
- Lorenzo Pasinelli
- Filippo Pedrini
- Gioacchino Pizzoli
- Lorenzo Pranzini (1767 ca.-?), notizie 1845, Bologna
- Giuseppe Querzoni (1793 ca.-?)
- Bartolomeo Ramenghi
- Giuseppe Ramenghi (1768-1817)[15]
- Vincenzo Rasori (1793-1863), Bologna
- Enrico Ravetta (1864-1939)
- Guido Reni
- Petronio Rizzi o Ricci (1791 ca.-?), ornatista, Bologna
- Pietro Romagnoli (?-?), incisore, attivo tra il 1810 e il 1840
- Ilario Rossi
- Nunzio Rossi o Muzio
- Lorenzo Sabatini
- Orazio Samacchini
- Francesco Santini (1763 - 1840), pittore, ornatista e restauratore
- Giacomo Savini (m. 1842)[16]
- Luigi Serra
- Augusto Sezanne
- Elisabetta Sirani
- Giovanni Andrea Sirani
- Giuseppe Terzi (1749-1837), Bologna
- Faustino Trebbi[17]
- Bartolomeo Valiani
- Antonio Vivarini
- Bartolomeo Vivarini
- Gaetano Tambroni o Gaetano Filippo Tambroni (1763-1841)

## Scultori

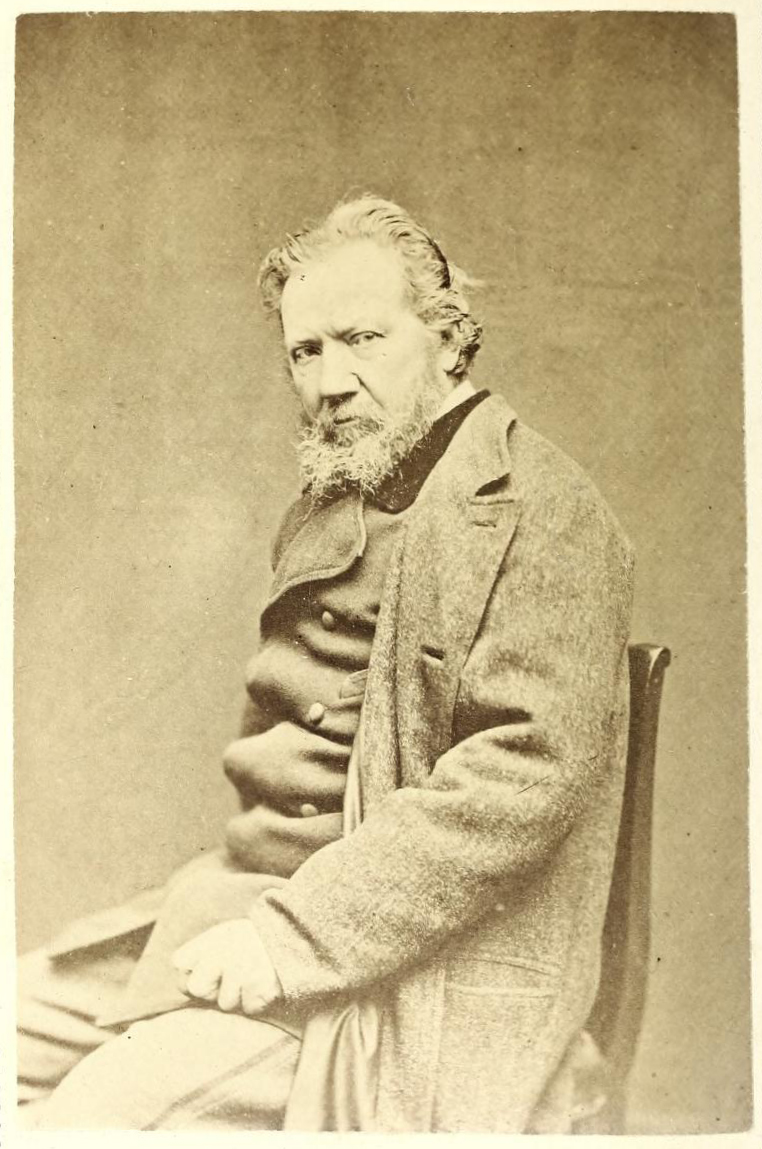
Ritratto fotografico di Vincenzo Vela (1880)

Come ricorda Alfonso Panzetta, a partire dagli anni Novanta del Novecento il rinnovato interesse per la scultura italiana di Otto e Novecento, confluito in una serie di studi e pubblicazioni uscite negli ultimi decenni, ha permesso di riconsiderare la tradizionale catalogazione degli scultori italiani nelle tre grandi aree lombarda, toscana e centro-meridionale, rivalutando il ruolo degli scultori piemontesi ed emiliano-romagnoli. «L'area emiliana», secondo Panzetta, «è addirittura fondamentale per comprendere la dinamica della scultura in Italia dal Settecento sino alla metà del Novecento.» Con l'assegnazione dei premi Curlandese, Marsili Aldrovandi e Cincinnato Baruzzi a Bologna si delinea la presenza di una scuola emiliana in cui il Neoclassicismo si colora di sensualità, «venato di un sentimento umano più dichiarato e palese di quello canoviano, con un Realismo coltissimo e quasi imbarazzante nella definizione "carnale" dei personaggi e delle scene, e con un passaggio tra fine Otto e nuovo secolo informatissimo delle novità nazionali ed internazionali, interpretate non senza novità e originalità.»
- Luigi Acquisti
- Domenico Aimo
- Paolo Aleotti
- Arrigo Armieri
- Adriano Avanzolini (1945), Bologna
- Venanzio Baccilieri
- Bruno Bandoli (1936-1994), Bologna[19]
- Alessandro Barbieri (1740-1808)
- Angelo Barbieri (1867 - 1938), lombardo
- Enrico Barberi
- Giulio Barberi (1882 - 1979), bolognese
- Lorenzo Bartolini
- Cincinnato Baruzzi
- Bazzanti, fiorentino
- A. Beghelli
- Armando Nino Beghelli
- Bernardo Bernardi
- Gaetano Bernasconi
- Carlo Berozzi (1808-1855)[7]
- Alfonso Bertelli (1822-1896)
- Angelo Biancini
- Rinaldo Bigi (1942-), attivo in Certosa dal 1951 al 1962
- Leonardo Bistolfi
- Bruno Boari
- Francesco Bonola (1838-1901), Bologna
- Alfonso Bortolotti (1911-2005)
- Alfonso Borghesani
- Francesco Brunetti
- Giuseppe Busuoli
- Guido Calori
- Italo Campagnoli (1859-1931)
- Luigi Carlini (1790 ca.-1828?), incisore, Rimini
- Dante Carpigiani (1921), Mirandola
- Giuseppe Casalini (1886 - 1957), faentino, attivo in Certosa inizio sec. XX
- Lazzaro Casario o Casari (?-1588)
- Giuseppe Cassioli[20]
- Carlo Chelli
- Oreste Chilleri
- Arturo Colombarini (1871-1940), Bologna
- Pietro Consagra
- Giuseppe Cortesi
- Lorenzo Cortesi
- G. Costa
- Adalberto Cencetti
- Leone Conchi (1880-1942), Bologna, attivo nel 1926
- Sergio Cremonini (1923-1979), Bologna
- Jacobello dalle Masegne
- Pierpaolo dalle Masegne
- Del Rosso (?-?), secolo XIX, Carrara, attivo in Certosa nel 1823
- Della Robbia
- Giacomo De Maria
- Niccolò di Piero Lamberti[10]
- Ercole Drei
- Giovanni Duprè
- Giuseppe Ferrari
- Carlo Finelli
- Giuliano Finelli
- Francesco, scultore pavullese, attivo in Certosa nel 1920
- Alessandro Franceschi
- Andrea Franchi (1938), Bologna
- Romano Franchi (1909-1995)
- Nino Franchina
- Enrico Franzini (1875-1925)
- Francesco Franzoni (1734 - 1818)
- Stefano Galletti
- Democrito Gandolfi
- Martino Garibaldi, seconda metà del XIX secolo
- Lina Gatti (? -?), Bologna
- Quinto Ghermandi
- Cesare Gibelli
- G. Giordani
- Giuseppe Giorgetti
- Innocenzo Giungi, Verucchio, metà sec. XIX
- Tullo Golfarelli
- Lamberto Goria (1863 - 1927)
- Ferruccio Gottarelli (1897-1967), Bologna
- Paolo Gualandi (1950), Bologna
- Gianni Imbellone[21]
- Giuseppe Imbellone (1911-1983)[21]
- Giorgio Kienerk
- Stella Korczynska, attiva in Certosa nel 1958-59
- Giorgio Lenzi (1935?-18 settembre 2019), Bologna
- Giuseppe Leonardi[20]
- Antonio Levanti, notizie dal 1611 al 1664[10]
- Leandro Biglioschi, detto anche Sandro Litovischi o Alessandro Litowski, polacco, attivo in Certosa intorno al 1820
- Alfonso Lombardi[19]
- Giovanni Battista Lombardi
- Leonardo Lucchi
- Luigi Mainoni
- Giacomo Manzù
- Marco Marchesini (1942), Bologna[22]
- Camillo Mazza[23]
- Giuseppe Maria Mazza
- Ferrante Marconi (1799 -?), originario di Cesena[24] (attrib.)
- Renaud Martelli (1910-1995), Castel San Pietro[22][25]
- Beppe Marzot (1932-2014), Vicenza
- Alessandro Massarenti (1846-1923), Ravenna
- Luigi Enzo Mattei
- Arrigo Minerbi
- Armando Minguzzi
- Luciano Minguzzi
- Carlo Monari
- Silverio Montaguti
- Federico Monti (1836-1910), Bologna, metà sec. XIX
- Gaetano Matteo Monti
- Jenny Wiegmann Mucchi
- Piero Muratori
- Alfredo Neri (1865-1928 o 1932), Bologna
- Pino Nucci[26]
- Carlo Orlandi
- Arturo Orsoni
- Giuseppe Pacchioni
- Antonello Paladino
- Ferdinando Palla (? -?), scultore, Pietrasanta
- R. Panico, attivo in Certosa nel 1933
- Carlo Parmeggiani
- Enzo Pasqualini
- Penacchini
- R. Penachini
- Giovanni Battista Pericoli
- Carlo Pini (1902-?), Bologna, notizie metà del sec. XX
- Prudenzio Piccioli
- Angelo Piò
- Giovanni Putti
- Massimiliano Putti (1809-1890), Bologna
- Domenico Rambelli
- S. Ramponi
- Bruno Raspanti (1938), Ozzano Emilia
- Raimondo Rimondi
- Augusto Rivalta
- Pasquale Rizzoli
- Giulio Robbiati (1894-1955 o 65)
- Giuseppe Romagnoli
- Luigi Roncagli (o Roncalli) (1767-1832)
- Antonio Rossetti
- Bruno Saetti
- Salvino Salvini
- Stanislao Sammarchi o Ladislao Sanmarchi del Sasso (1824? – 1883?), Cento (FE), attivo in Certosa nel 1863
- Marta Sammartini
- Gaetano Samoggia (1869-1950), Bologna
- Carlo Santachiara
- Cèsar Santiano (1886-1919), Buenos Aires
- Diego Sarti
- Mario Sarto
- Riccardo Secchi (1871-1938), Reggio Emilia
- Armando Selleri, secolo XX, Bologna
- Dante Sodini
- Antonio Solà o Solá (1787-1861)
- Alfredo Soldani (1888-1973), Massa Carrara
- Francesco Stagni (m. 1868), Bologna[7]
- Giovanni Strazza
- Adamo Tadolini
- Giuseppe Tadolini, inizio del XIX secolo, Bologna
- Achille Tamburlini
- Tavani, Como[27]
- Pietro Tenerani
- Vincenzo Testoni (1801?-viv. nel 1860), sec. XIX, San Giovanni in Persiceto
- Cleto Tomba
- Nicola Toselli (1706-82), Bologna
- Ottavio Toselli (1695-1777), Bologna
- Amerigo Tot
- Luigi Trefogli, o Trifogli, prima metà del XIX secolo, Bologna[28]
- Pietro Trifogli, Trifoglio o Trefogli (1763-1835)
- Vittorino Vaccari
- Rito Valla
- R. Vapeli
- Clarice Vasini
- R. Vatta, sec. XX, Bologna
- Guglielmo Vecchietti Massacci (1946), Bologna
- Vincenzo Vela
- Davide Venturi (?-?)[21][29]
- Pietro Veronesi
- Angelo Viario (1885-1950), Badia Polesine
- Farpi Vignoli
- Cesarino Vincenzi (1914-2011), Bologna
- Nicola Zamboni
- Carlo Zauli

## Decoratori
Per quanto riguarda i decoratori e gli scultori ornatisti, la scarsità di fonti risulta ancora più marcata. Secondo Nikolaus Pevsner ripreso da Daniel Vifian Lopez, la tradizionale divisione tra Belle Arti ed Arti applicate, tra artisti e artigiani o maestranze, con la valorizzazione degli scultori che uscivano dalle accademie artistiche a discapito degli scultori decoratori, a volte di grandi capacità tecniche e creative ma relegati a un ruolo di second'ordine o sminuiti al rango di semplici scalpellini esecutori, ha probabilmente avuto un'influenza sulla attuale carenza di fonti. Un altro fattore che giustificherebbe la difficoltà di reperire fonti, sempre secondo Lopez, è legato alla natura stessa della scultura funeraria, considerata un genere minore rispetto alla statuaria commemorativa pubblica.

### Ornatisti pittorici
- Luca Bistega (1672 - 1732), bolognese
- Francesco Borletti (1779 ca.-1852 ca.), ornatista
- Giuseppe Calzolari (? -1818)
- Giuseppe Caponeri (1793 -?)
- Luigi Cini o Cinni (1766-1845[32])[33]
- Orazio di Jacopo, sec XIV, Bologna[20]
- Domenico Pasquali (? - ?)
- Floriano Puglioli (1765-1830)
- Luigi Querzola (1796-1826)[34]
- Petronio Righi
- Giovanni Battista Sangiorgi[33]
- Onofrio Zanotti[10]

### Ornatisti plastici
- Giovanni Calegari o Callegari (1753 ca.-1812), architetto ornatista e scultore
- Agostino Canturio o Cantorio (1790 ca.-1855), scagliolista e ornatista in gesso
- Antonio Conchi
- Biagio De Marchi, intarsiatore, sec. XVI, Crema
- E. Orlandini, fiorentino
- Giuseppe Palombini
- Petronio Rasori (?-1844), tagliapietre e scalpellino, Bologna
- Alfredo Tartarini

### Altri
- Giovanni Lambertini
- Sante Mingazzi, artista del ferro battuto
- Flaminio Minozzi (1735-1817), ornatista, Bologna
- Roberto Sordelli, ornatista plastico
- Antonio Tognetti, ornatista

## Epigrafisti
- Carlo Pepoli
- Pietro Giordani
- Giuseppe Lipparini
- Filippo Schiassi
- Gaetano Gibelli, professore e letterato

## Fonderie artistiche, manifatture e società
- Fonderia artistica Canziani di Pistoia, fondata da Emilio Canziani
- Fonderia artistica Bosisio di Milano, fondata da Giuseppe Bosisio
- Fonderia artistica Lippi di Pistoia
- Società Musiva Veneziana
- Manifattura di ceramiche artistiche Minghetti, fondata da Angelo Minghetti

## Vari
- M. Balboni, scultore
- Antonio Bolognini Amorini
- Bosco, scultore
- Mario Dagnini, pittore, restauratore, professore d'ornato all'Accademia di Belle Arti
- Virgilio Davilli
- Galgano di Vanni Baroccio, o Galgano di Giovanni Senese, architetto e scultore, sec. XIV, Siena
- C. Ecchia
- Leonardo Ferrari, detto il Leonardino  (morto nel 1648), sec. XVII, Bologna
- Carlo Fraboni, decoratore, notizie sec. XIX
- Angelo Longhi, figurista?, notizie XIX secolo; Bologna
- A. Foschini
- Giorgio Gallingani, vetraista, metà del XX secolo, Bologna
- Gaudenzi
- C. Geminiani
- E. Gillone
- Stefano Gobatti
- G. Iotti, attivo in Certosa nel 1932
- Antonio Levanti, sec. XVI-XVII, Bologna
- Paolo Manaresi detto  Adriano, in Certosa come mosaicista[20][35]
- Michelini, scultore carrarese
- Giovanni Battista Natali, o Giovan Battista Natali, attivo in Certosa nel 1612
- Ottorino Nonfarmale, restauratore
- Orsini, scultore
- Palazzoli
- U. Paoletti
- Mario Pesarini, restauratore[20]
- Ercole Raimondi, maestro marmista, attivo in Certosa verso il 1926
- Ettore Sabbioni (1861-1931), Bologna
- Ignazio Sarti (1790-1854)
- Sperandio Savelli
- Filippo Scandellari
- G. Tivoli
- M. Tomesani, scultore o architetto, attivo in Certosa negli anni Trenta
- E. Trenti
- L. Veronesi
- Giovanni Vidoni, marmista
- Alessandra Vignoli[36]